# Elba
Elba er en 27 kilometer lang og 18 kilometer bred ø, der ligger i havet omkring 10 kilometer ud for Toscana i Italien. Elba er med en kystlængde på 147 kilometer og et areal på 223 km² den tredjestørste italienske ø. Indbyggertallet er 31.660 (2009), og den største by er Portoferraio med omkring 12.000 indbyggere. Det højeste punkt er Monte Capanne, 1.018 meter over havet. Den gennemsnitlige årstemperatur er 15,7 °C.
Elba og de omliggende små øer (Pianosa, Capraia, Montecristo, Giglio og Giannutri) er del af den italienske nationalpark Arcipelago Toscano
Elba er mest kendt som stedet, kejser Napoleon I blev forvist til efter slaget ved Leipzig i 1813 og sin abdikation i 1814. Han opholdt sig på denne ø i lidt over 9 måneder og marcherede så tilbage til Paris, hvor han på ny greb magten og begyndte sit 100 dage lange herredømme, før han blev slået ved Waterloo. 

## Historie
Det ældste kendte folk på Elba var Ilvaterne, en stamme af ligurisk oprindelse. Omkring 750 f. Kr. fik etruskerne mere indflydelse. De udnyttede øens omfangsrige jernforekomster. I 453 f. Kr. besatte grækerne Elba og kaldte øen Aithalia. I 246 f. Kr. erobrede romerne øen og benævnte den Ilva. Romerne grundlagde byerne Marciana, Portoferraio og Capoliveri. I de sidste år af Romerriget mistede Elba sin økonomiske betydning, da Romerriget kunne hente mineraler andre steder i det vidtstrakte rige. Efter Romerrigets fald blev øen erobret i 476 e. Kr. af Odoakerriget, fra 493 af det Østgotiske Rige og fra 535 af det Byzantinske Rige.
Napoleon Bonaparte boede på Elba fra den 20. april 1814 til den 26. februar 1815. Efter eksilet på Elba vendte Napoleon tilbage til Frankrig, led nederlaget ved Waterloo og blev atter sendt i eksil, denne gang på Sankt Helena i Atlanterhavet, hvor han endte sine dage den 5. maj 1821.

## Transport
Øen er forbundet til fastlandet med færger, som drives af fire forskellige selskaber; Toremar, Moby Lines, Blunavy og Corsica Ferries - Sardinia Ferries, der alle driver ruter mellem Piombino og Portoferraio, som er hvoedstaden på i nord og byerne Cavo, Rio Marina og Porto Azzurro, på øens østkyst. Der er desuden færge fra Elba til den lille naboø Pianosa.
Der findes også en lufthavn på øen, kaldet Marina di Campo Airport, hvorfra det tjekkiske selskab Silver Air har flyvninger til det italienske fastland.